# Ismidon de Sassenage
Ismidon de Sassenage, mort vers 1115, est un saint catholique, un évêque de Die, de la fin XIe siècle et du début XIIe siècle. Il est célébré localement le 28 septembre et fêté le 30 septembre au martyrologe romain.

## Biographie

### Origines
Ismidon — que l'on trouve sous les formes Ismido, Ysmido, Ismeo, Ismio, Hismion, notamment dans le Regeste dauphinois — est originaire de Sassenage, en Dauphiné. Il appartient à une noble famille, très probablement à la famille dauphinoise de Sassenage,. Il serait le fils, selon Nicolas Chorier (1669), d'Hector, seigneur de Sassenage, et de Cana. Informations reprises par les auteurs lui succédant, Gustave de Rivoire de La Bâtie (1867) et Jules Chevalier (1888). Il est considéré comme le probable neveu d'Ismidon, prince de Royans.

### Carrière ecclésiastique
Ismidon commence une carrière ecclésiastique à Valence, auprès d'un oncle, avant de devenir chanoine de Saint-Jean de Lyon,, en 1072 (Vachet le nomme Ismion).
Il est élu évêque de Die par le Chapitre Notre-Dame, en 1097. Cette nomination, selon Jules Chevalier, peut être mise au compte de l'archevêque de Lyon, Hugues, ancien évêque de Die. Le pape Urbain II, dans une lettre à l'archevêque Hugues, approuve l'élection du nouvel évêque de Die,. Hugues de Flavigny, dans sa Chronique, souligne cette proximité entre les deux prélats. Ismidon l'accompagne d'ailleurs en Terre sainte.
Ismidon participe à trois conciles, : Rome, en 1099, Poitiers, en 1100, et Anse, en 1100.
Lorsqu'il se rend à Rome, en 1099, il est l'agent de l'archevêque de Lyon et il a pour mission de défendre la primatie de Lyon sur les autres archevêchés. Une lettre du pape Urbain II à l'archevêque Hugues confirme le rôle et surtout l'habileté d'Ismidon,. Présent à Rome, il participe au concile d'avril, comme légat de l'archevêque de Lyon,.
Le pape Pascal II, au cours de la période suivante (1099/1118), confirme les droits de l'archevêque de Vienne sur les sièges suffragants de la région, notamment Die,.
Il fait une donatio de l'église prieuriale Sainte Marie de Sinard, le 4 septembre 1100, aux chanoines d'Oulx, en échange d'un cens annuel,. Quelques mois plus tard, le 18 novembre 1100, il participe au synode de Poitiers au cours duquel il défend l'évêque d'Autun, Norgaud, au nom de l'archevêque de Lyon. Il se rend ensuite à celui d'Anse, à l'appel de l'archevêque de Lyon, qui se déroule dans le courant du mois de décembre.
Il réalise deux pèlerinages en Terre sainte, aux côtés d'Hugues de Lyon,. Le premier se déroule en 1101,,. Le 23 septembre 1003, il est présent aux côtés de l'évêque de Grenoble, Hugues, lors d'une donation du comte d'Albon, Guigues le vieux,.
En 1106, il est témoin avec Hugues de Grenoble, auprès de l'archevêque de Lyon, dans un différend opposant les clercs de Besançon et l'abbé de Saint-Bénigne de Dijon,,. L'année suivante, il est témoin, à Lyon, aux côtés des évêques Hugues de Grenoble et Robert de Langres ; arbitre à Genoble, dans un différend qui oppose notamment l'épouse du comte d'Albon,, et désigné par le pape comme arbitre dans un différend entre deux abbayes,.
Il n'existe pas, à ce jour, de documents pour la période de son épiscopat, courant entre 1110 et 1113. Jules Chevalier avance que cette carence pourrait s'expliquer par la seconde visite, non documentée, en Terre sainte, tout en soulignant l'absence de preuves.
En avril 1113, il est mentionné comme arbitre. La même année, il est signataire d'une charte de l'évêque de Langres, Joceran de Brancion.

### Mort et succession
Ismidon meurt le 30 septembre, selon le nécrologe de Lyon, probablement de l'année 1115,. Le Regeste dauphinois mentionne un obit le 28 ou le 30 de ce mois. On trouve parfois l'année 1120, considérée comme fausse puisqu'un acte de septembre 1116, mentionne son successeur, Pierre II,.
Il laisse au Chapitre de Saint-Jean de Lyon son anneau épiscopal, en or, enrichi d'une pierre précieuse,.
Selon la tradition, il laisse « le souvenir d’un pacificateur adroit et désintéressé ».

## Célébration
En raison de son action, les croyants l'acclame comme saint, avant d'être reconnu par l'Église. Inscrit au Martyrologe romain, il est célébré le 28 septembre, dans le diocèse de Valence, Die et Saint-Paul-Trois-Châteaux. Le site nominis.cef.fr donne le 30 septembre.
Jules Chevalier souligne, que bien qu'il soit mentionné dans la Vita sancti Petri Tarentasiensis episcopi de Geoffroy d'Auxerre (XIIe siècle), « rien ne saurait nous donner une plus haute idée des vertus de notre saint que les hymnes, les antiennes que le bréviaire de Die consacre à sa louange ».

## Hommage
L'église Saint-Pierre de Sassenage possède un vitrail où Ismidon est représenté avec une inscription en pied : « Saint Ismidon de Sassenage, mort évêque de Die en MCXX ». L'inscription est erronée.
Le château de Sassenage possède, dans ses collections, une huile sur toile, datée du XVIIe siècle, intitulée Portrait de St. Ismidon (portrait en buste), dont l'auteur reste inconnu. Le tableau a fait l'objet d'une restauration en 2016.